# ヘラルド・スクエア

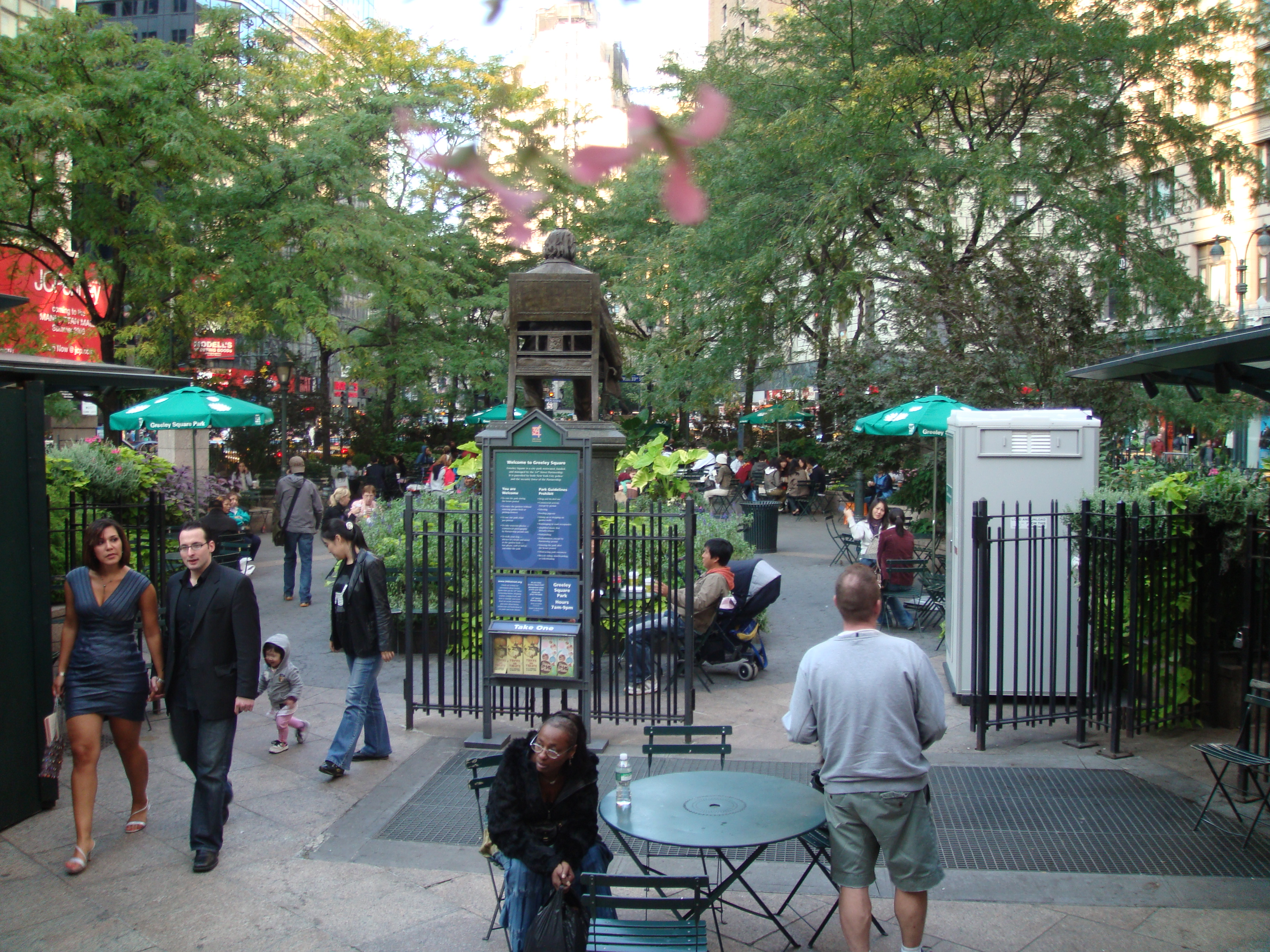
グリーリー・スクエア

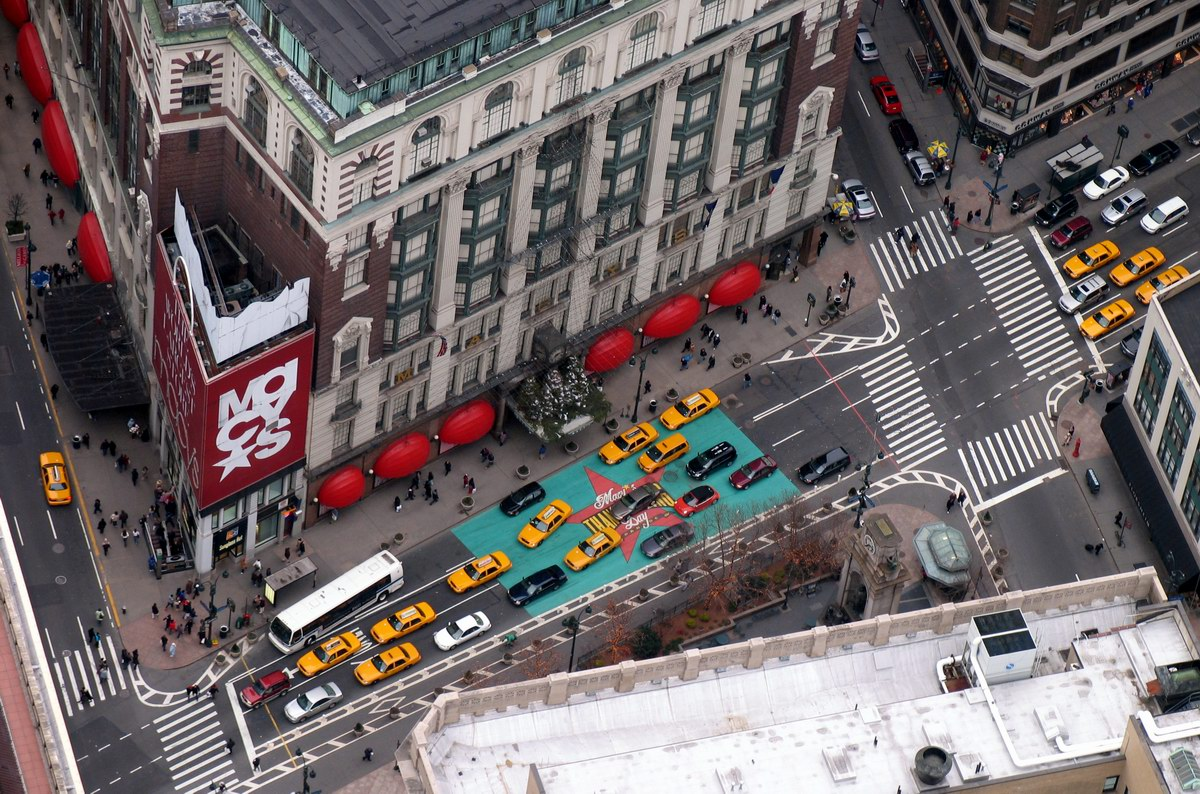
メイシーズ横のブロードウエイ
(2009年以前の車が通っていた時)

この記事は、ヘラルド・スクエア (Herald Square) とグリーリー・スクエア (Greeley Square) について述べる。
この二つはニューヨーク市マンハッタン区の公園である。斜めに走るブロードウェイと南北に走る6番街の交差点にできたボウタイ形の公園の典型である。二つの通りはほぼ34丁目で交差する。南側のグリーリー・スクエアは32丁目と33丁目の間、北側のヘラルド・スクエアは34丁目と35丁目の間にある。33丁目と35丁目の間のブロードウェイは2009年に自動車の通行を止めてイスやテーブルを置いた広場にした。これによって二つの互いに離れた公園の結びつきが強まった。
ヘラルド・スクエアの隣にはブロードウエイをはさんで百貨店メイシーズの旗艦店がある。また、グリーリー・スクエアの地下にはパストレイン(PATH)の33丁目駅がある。周辺は活気のある繁華街で、この二つの公園も休息をとる人々でいつも賑わっている。
周辺はかつて新聞社が集中していた場所で、"ヘラルド"はニューヨーク・ヘラルド紙の名前から、"グリーリー"は、ニューヨーク・トリビューン紙の発行者の名前からとられている。両紙とも合併などを経て現在は存在しない。
公園およびその周辺の道路は非営利団体34丁目パートナーシップ(34th Street Partnership)が維持管理を行っている。

## 施設など
- 鋳鉄製のフェンス、門
- 樹木、植込み
- 銅像、機械式の大時計
- 食べ物の売店(wichcraft、両方の公園にある)
- イス、テーブル
- 公衆便所(両方の公園にある)

## 交通

### 地下鉄
- 34丁目-ヘラルド・スクエア駅 (        系統)

### パストレイン(PATH)
- 33丁目駅

### バス
- M34、M16